# Резервный проезд
Резе́рвный прое́зд — проезд, расположенный в Западном административном округе города Москвы на территории района Дорогомилово.

## История
Проезд получил своё название в начале XX века по зданию кондукторского резерва Московско-Киевской железной дороги; при реконструкции района проезд был ликвидирован, но в ходе позднейшей застройки проложен заново.

## Расположение
Резервный проезд проходит на юго-запад от улицы Можайский Вал и Киевской улицы до Можайского переулка, с северо-запада к проезду примыкают Дохтуровский переулок, 6-й Можайский переулок и улица Дунаевского. Нумерация домов начинается от Студенческой улицы.

## Транспорт

### Наземный транспорт
По Резервному проезду не проходят маршруты наземного общественного транспорта. Севернее проезда, на Большой Дорогомиловской улице и Кутузовском проспекте, расположены остановки «Дорогомиловская застава» автобусов м2, м7, н2, 297, 116, 157, 205, 454, 474, 477, 840.

### Метро
- Станция метро «Студенческая» Филёвской линии — у юго-западного конца проезда, на Киевской улице